# Maupasia brodskyi
Maupasia brodskyi är en ringmaskart som beskrevs av Uschakov 1957. Maupasia brodskyi ingår i släktet Maupasia och familjen Lopadorrhynchidae. Inga underarter finns listade i Catalogue of Life.